# Chimarra uranka
Chimarra uranka is een schietmot uit de familie Philopotamidae. De soort komt voor in het Australaziatisch gebied.